# Västergötlands runinskrifter 6
Västergötland runinskrifter 6 är ristad på en runsten i Fägremo, cirka 150 meter nordnordväst om Stång Nolgården, Fägre socken i Töreboda kommun. Runstenen är av grå granit och är 2,05 meter hög, 0,60 meter bred (vid runradens början). Stenens övre del är avslagen och flera runor är skadade genom vittring.

## Inskriften
Translitterering av runraden:
þair : onuntr : auk : þorstin : raistu : s... ...
Normalisering till runsvenska:
Þæiʀ Anundr ok Þorstæinn ræistu s[tæin] ...
Översättning till nusvenska:
Anund och Torsten, de reste (denna) sten ...